# Кируи, Абель
Абель Кируи (англ. Abel Kirui) — кенийский легкоатлет, бегун на длинные дистанции. Двукратный чемпион мира и серебряный призёр Олимпийских игр 2012 года в марафоне.

## Биография
Начал заниматься лёгкой атлетикой в школьные годы. После окончания школы поступил на работу в полицию Кении, где числился в должности сержанта. После победы в Тэгу был повышен до должности инспектора.

## Достижения
Впервые на международной арене появился в 2006 году на Берлинском марафоне в роли пейсмейкера, и занял там девятое место. В 2008 году стал победителем Венского марафона с рекордом трассы 2:07.38. В 2009 году занял третье место на Роттердамском марафоне с личным рекордом 2:05.04 и впервые в своей карьере стал чемпионом мира в марафоне. 4 сентября 2011 года защитил титул чемпиона мира с результатом 2:07.38. Пробился в олимпийскую марафонскую команду Кении, и завоевал на Олимпиаде серебряную медаль с результатом 2:08.27.
В сезоне 2014 года принял участие в двух марафонах. 23 февраля занял 10-е место на Токийском марафоне с результатом 2:09.04. 19 октября финишировал на 6-м месте на Амстердамском марафоне — 2:09.45.